# Raggabund
Raggabund ist eine Münchner Band. Sie widmen sich vor allem den karibischen Rhythmen, wie Reggae und Cumbia und vermischen diese mit urbanen Einflüssen.

## Geschichte
Raggabund ist eine deutsche Urban & Dancehall-Formation, die in München gegründet wurde. Die Brüder Paco Mendoza (El Criminal) und Don Caramelo haben lateinamerikanische Wurzeln und sind die hauptsächlichen Sänger und Songschreiber.
Don Caramelo startete seine musikalische Karriere bei der Hip-Hop-Gruppe Blumentopf, bevor er 1995 Frontsänger bei der Mestizo & Crossoverband Les Babacools wurde. Paco Mendoza machte zunächst Punk & Rockmusik und hatte bereits einige Soloaufnahmen produziert. Beide waren in den 90ern schon stark von der lateinamerikanischen Reggaeszene geprägt und sangen hauptsächlich auf Spanisch. Die Idee zum Namen Raggabund kam vom Begriff Vagabund, welches die immerwährende Suche und Wanderung der beiden in der Musik beschreiben sollte. Ragga, die Kurzform von Raggamuffin, ist eine jamaikanische Art des Sprechgesangs. Des Weiteren wollten die Brüder ein gemeinsames Projekt starten, in dem sie vermehrt deutsche Texte für ihre Songs schreiben wollten. Die Anfrage des wienerischen Labels DHF-Records für eine rein deutschsprachige Kompilation Dancehallfieber gab den anfänglichen Anstoß dazu. Der erste deutschsprachige Song, der hieraus entstand, hieß Gott steh mir bei und wurde damals gemeinsam mit Christian „Bina“ Birawsky, der inzwischen festes Mitglied der Beatboxformation Bauchklang ist, aufgenommen. Bina war auch anfängliches Mitglied der Gruppe und war hierfür als DJ und Sänger mit auf Tour.
Ab dem Jahre 2002 entwickelte sich eine intensive Zusammenarbeit mit den Produzenten Sascha „Sasha“ Preidel und Daniel „Dungee“ Lindner die damals Studionachbarn der Babacools waren und unter dem Namen Rumford-Music aktiv waren. Die ersten Songs die aus dieser Zusammenarbeit entstanden waren Feuer und Mission. 2003 wurde eine erste Demo-CD produziert die bereits unter dem Namen Erste Welt die Runde machte aber andere Songs als das spätere Raggabunddebüt enthielt. Hieraus entwickelte sich auch ein erster Kontakt zu Pierre „Enuff“ Baigorry und darauffolgende Tourangebote als Vorgruppe zu seiner Formation Seeed.
Parallel wurde auch die Zusammenarbeit mit dem Hamburger Produzentenduo Silly Walks vertieft. Für diese Produktionen entschieden sich die Brüder aber hauptsächlich auf Spanisch zu schreiben. Ende 2004 wurde gemeinsam mit Silly Walks das spanischsprachige Reggaealbum Caramelo Criminal über PIAS veröffentlicht. Die Brüder entschieden sich bei diesem Projekt bewusst gegen den Namen Raggabund da der Wunschname für ein Raggabund-Debüt Erste Welt und eben deutschsprachig sein sollte. Alex „Lobstarr“ Samimi war zu der Zeit bereits MC & Sänger des Silly Walks Movements und Nachfolger Gentlemans, der bis dahin Teil des Soundsystems war. Er war ebenfalls bei der Produktion von „Caramelo Criminal“ beteiligt und wurde mit der Zeit festes Mitglied von Raggabund als Sänger, Pianist und DJ.
2006 wurde schließlich das Album Erste Welt mit Sasha und Dungee fertigproduziert und über Edel Music veröffentlicht. Es folgten größere Festivalauftritte wie z. B. Summerjam, Chiemsee Reggae oder Reggaejam und gemeinsam mit den Babacools zwei Deutschlandtourneen namens „Raggabund meets Babacools“ in den Jahren 2006 & 2007. Für dieses Liveprojekt wurden Songs von Raggabund und Babacools in ein gemeinsames Set verschmolzen.
In den Jahren 2005 und 2008 wurden auf Einladung des Goethe-Instituts Konzerte in Perú, San Francisco und Touren in Mexiko & Guatemala ermöglicht. Während Caramelo ab 2005 mit den Babacools zwei weitere Alben veröffentlichte und mit Gentleman und Orishas auf Tour ging produzierte Paco gemeinsam mit DJ Vadim in London und Köln sein erstes Soloalbum Consciente y positivo und brachte es 2010 über Chusma Records raus. Paco wurde zuvor auch Teil des multinationalen Künstlerkollektivs „Koalas Desperados“, welches von Thilo „Teka“ Jacks produziert wurde.
Ab 2009 kam der Raggabund mit der Zürcher Backingband „The Dubby Conquerors“ zusammen. Es wurden gemeinsame Songs und diverse Livesets ausgearbeitet. Es folgten gemeinsame Touren mit dem WDR und Festivalshows wie z. B. dem Rototom Sunsplash in Spanien. Im selben Jahr verstärkte sich die Zusammenarbeit mit dem Kölner Produzenten Til „Tailormade“ Schneider. Der studierte Musiker und Posaunist arbeitete zuletzt mit Künstlern wie BAP oder Promoe (Looptroop) im Studio und spielte gemeinsam mit Größen wie Anthony B, Trombone Shorty oder Dellé von Seeed. Die gemeinsame Produktion mit Tailormade fruchtete 2012 in der Veröffentlichung des zweiten Raggabund-Albums Mehr Sound. Hier konnten viele befreundete Künstler für das Album gewonnen werden wie z. B. Dr. Ring-Ding, Nosliw, Cajus & Roger (Blumentopf), DJ Vadim, Mal Élevé (Irie Révoltés) oder Macka B.
Im Juni 2015 folgte beim österreichischen Indie-Reggae-Label Irievibration das dritte Album namens Buena Medicina, das erneut mit „The Dubby Conquerors“ eingespielt wurde. Weitere Hilfe gab es von unter anderem Mitgliedern der Bands Jamaram und Les Babacools sowie Sebastian Sturm, Lengualerta, De Luca und Maria Rui. Zum Stück Nada Sirve wurde ein Video gedreht.
2015 ging Raggabund das erste Mal in Südamerika auf Tour und konnte so einen größeren Kontakt zu ihrer Latin Fanbase aufbauen. Seitdem versucht die Band sich internationaler aufzustellen, was ihnen in den folgenden Jahren auch mit mehreren Asien Tourneen (2017/2018/2019 Tourneen nach Indien, Sri Lanka, Pakistan, Bangladesh, sowie Nepal und China) gelang. Musikalisch stellten sie sich vielfältiger auf und veröffentlichten 2019 ihr Album „Alles auf Pump“ bei dem sie, wie schon auf dem Vorgängeralbum, spanische und deutsche Texte mischten. Außerdem findet sich mit dem Song „Radikala“ das erste Mal eine Punk Hommage an Pacos Vergangenheit.
In den letzten Jahren intensivierten sie außerdem die Zusammenarbeit mit dem Goethe-Institut was inzwischen schon zu über 40 Raggabund Konzerten auf den verschiedensten Teilen der Welt geführt hat.
2021 hat Raggabund mit der Veröffentlichung ihres fünften Studioalbums „Raggabund en español“ begonnen. Auf dieser Platte widmen sie sich ausschließlich ihren spanischsprachigen Wurzeln.

## Diskografie (Auswahl)

### Studioalben
- 2006: Erste Welt (Edel Music)
- 2012: Mehr Sound (Chusma Records)
- 2015: Buena Medicina (Irievibration Records)[1]
- 2019: Alles auf Pump

### Singles
- 2001: Wo denn? (7"; ZYX-Music)
- 2003: Por donde vas / Trio Elétrico (12"; Stereo Deluxe)
- 2004: Por qué te vas? / Caramelo Criminal (PIAS)
- 2004: La Mina & Politicos / Caramelo Criminal (PIAS)
- 2006: Babygirl (Edel Music)
- 2008: Respetala / General Key (Oneness Records)
- 2011: Buena medicina / Reedemer (Oneness Records)
- 2012: Bleib nicht stehn (Chusma Records)
- 2015: Nada Sirve (Irievibration Records)[1]

### Andere
- 2000: Gott steh mir bei / Dancehallfieber I (DHF Records)
- 2000: Wo denn? / BR Zündfunk - Unter unserem Himmel II (Virgin)
- 2001: Wo denn? / Dancehallfieber II (DHF Records)
- 2001: Mädchen / World Report, 7" (Germaican Records)
- 2001: Mission / World Report, 7" (Germaican Records)
- 2002: Traidora / Global HipHop Tunes (BMG Ariola Miller)
- 2002: Que Sera / Four Elements II (Four Music)
- 2002: Que Sera / Silly Walks - Songs of Melody (Four Music)
- 2002: Que Sera / Silly Walks - Caramellow & Criminal, 12" (Four Music)
- 2002: Wo denn? / Full Hundred One (Universal)
- 2003: Que Sera & Topshotta / Dancehall Reggae made in Germany (Modernsoul)
- 2003: Wieso / Mellow Mark - Sturm (WEA Warner)
- 2003: Militär / Dancehallfieber III (DHF Records)
- 2003: Por donde vas / Trio Elétrico - Echo Parcours (Stereo Deluxe)
- 2004: Ganjatherapie / Dancehallfieber IV (DHF Records)
- 2004: Caramelo Criminal / Caramelo Criminal (PIAS)
- 2004: Raggafunkin’ / DJ Friction - Soulsonic (Four Music)
- 2004: La Policia / Tanzen & Schrein'n, 7" (Roots Rockers)
- 2005: Mi Corazon / Crystal Woman, 7" (Rootdown Records)
- 2007: Menealo / The Superstar DJs - Born originals (Nation Music)
- 2008: Han matado un niño / Karamelo Santo - Antena Pachamama (K-Industria)
- 2008: Out my window / Jamaram - Shout it from the rooftops (GLM Music)
- 2009: Krieger der Sonne / House of Riddim - Für alle (House of Riddim)
- 2009: Lass bliebe / Elijah - Beweg di (Groove Attack)
- 2009: Vengo & Me voy / Koalas Desperados (Rootdown Records)